# Football Club Zbrojovka Brno
Il Football Club Zbrojovka Brno è una società calcistica ceca con sede nella città di Brno. Nella stagione 2024-2025 milita in 2. liga, seconda divisione nel campionato ceco di calcio
Insieme a Slavia Praga e Sparta Praga è fra le compagini calcistiche più popolari della nazione.
I colori sociali della squadra sono il rosso ed il bianco.

## Storia
Il club viene fondato il 14 gennaio 1913 da Cirillo Lacin; nel 1926 arrivano i primi successi, tra cui il titolo di campione dei dilettanti della Cecoslovacchia.
Dopo la seconda guerra mondiale, il club è rinominato in SK Zidenice Zbrojovka Brno.
Nel 1960 partecipa alla Coppa delle Coppe, ma il maggior successo arriva nella stagione 1978-1979, quando, sotto la guida di Josef Masopust, il club ha vince per la prima e unica volta il campionato cecoslovacco.
Dopo una serie di successi, nel 1983 il club entra in un periodo di crisi, culminata con la retrocessione in seconda divisione. Solamente dopo sei stagioni il club ritorna in massima serie. Dopo due anni in massima serie, il club retrocede di nuovo in seconda divisione. 
Nel 1991 il club viene acquistato dall'imprenditore Lubomir, che rinomina la società in FC Boby Brno.
Dalla metà degli anni '90 la squadra si risolleva e nel 1994-1995 raggiunge il terzo posto nella 2. liga ceca e dunque la promozione nella massima divisione nazionale. Lubomir mette a disposizione fondi che permettono al club di acquistare Viliam Vidumský, Jan Marosi e Lubos Pribyl; in questo periodo la squadra partecipa anche alla Coppa Intertoto.
Nel 2002 la squadra viene ribattezzata con il nome 1.Fc Brno e nel 2010 assume il nome attuale.

## Rosa 2016-2017
| N. |                      | Ruolo | Calciatore        |
| -- | -------------------- | ----- | ----------------- |
| 1  | Rep. Ceca (bandiera) | P     | Dušan Melichárek  |
| 20 | Rep. Ceca (bandiera) | P     | Vlastimil Veselý  |
| 2  | Lituania (bandiera)  | D     | Tadas Kijanskas   |
| 6  | Serbia (bandiera)    | D     | Mihailo Jovanović |
| 13 | Rep. Ceca (bandiera) | D     | Lukáš Vraštil     |
| 15 | Rep. Ceca (bandiera) | D     | Jakub Šural       |
| 16 | Rep. Ceca (bandiera) | D     | Jan Sedlák        |
| 24 | Rep. Ceca (bandiera) | D     | Alois Hyčka       |
|    | Rep. Ceca (bandiera) | C     | Filip Souček      |
| 7  | Rep. Ceca (bandiera) | C     | Pavel Zavadil     |
| 10 | Rep. Ceca (bandiera) | C     | Tomáš Weber       |

| N. |                           | Ruolo | Calciatore       |
| -- | ------------------------- | ----- | ---------------- |
| 17 | Rep. Ceca (bandiera)      | C     | Jan Štohanzl     |
| 19 | Rep. Ceca (bandiera)      | C     | Milan Lutonský   |
| 25 | Rep. Ceca (bandiera)      | C     | David Pašek      |
| 26 | Rep. Ceca (bandiera)      | C     | Radek Buchta     |
| 28 | Slovacchia (bandiera)     | C     | Matúš Lacko      |
| 29 | Rep. del Congo (bandiera) | C     | Francis Litsingi |
| 9  | Rep. Ceca (bandiera)      | A     | Stanislav Vávra  |
| 21 | Rep. Ceca (bandiera)      | A     | Jakub Přichystal |
| 23 | Rep. Ceca (bandiera)      | A     | Michal Škoda     |
| 37 | Rep. Ceca (bandiera)      | A     | Jakub Řezníček   |

## Rosa 2015-2016
| N. |                       | Ruolo | Calciatore       |
| -- | --------------------- | ----- | ---------------- |
| 1  | Rep. Ceca (bandiera)  | P     | Dušan Melichárek |
| 3  | Rep. Ceca (bandiera)  | D     | Petr Buchta      |
| 4  | Slovenia (bandiera)   | D     | Boštjan Frelih   |
| 7  | Rep. Ceca (bandiera)  | C     | Pavel Zavadil    |
| 8  | Rep. Ceca (bandiera)  | D     | Jan Malík        |
| 9  | Slovacchia (bandiera) | A     | Tomáš Brigant    |
| 10 | Rep. Ceca (bandiera)  | C     | Lukáš Zoubele    |
| 11 | Rep. Ceca (bandiera)  | A     | Stanislav Vávra  |
| 13 | Rep. Ceca (bandiera)  | C     | Tomáš Weber      |
| 14 | Rep. Ceca (bandiera)  | D     | Pavel Košťál     |
| 15 | Rep. Ceca (bandiera)  | D     | Jakub Šural      |
| 17 | Rep. Ceca (bandiera)  | P     | Martin Doležal   |

| N. |                       | Ruolo | Calciatore        |
| -- | --------------------- | ----- | ----------------- |
| 18 | Slovacchia (bandiera) | C     | Martin Chrien     |
| 19 | Rep. Ceca (bandiera)  | C     | Milan Lutonský    |
| 20 | Rep. Ceca (bandiera)  | P     | Pavel Halouska    |
| 22 | Rep. Ceca (bandiera)  | D     | Aleš Schuster     |
| 23 | Rep. Ceca (bandiera)  | A     | Michal Škoda      |
| 25 | Rep. Ceca (bandiera)  | C     | David Pašek       |
| 26 | Rep. Ceca (bandiera)  | C     | Radek Buchta      |
| 27 | Francia (bandiera)    | A     | Donneil Moukanza  |
| 28 | Slovacchia (bandiera) | C     | Matúš Lacko       |
| 29 | Rep. Ceca (bandiera)  | A     | Václav Klán       |
| 30 | Slovacchia (bandiera) | D     | Miroslav Keresteš |
| 37 | Rep. Ceca (bandiera)  | A     | Jakub Řezníček    |

## Stagioni passate
- 2008-2009
- 2010-2011
- 2011-2012
- 2012-2013
- 2014-2015
- 2015-2016

## Cronistoria
- 1913: il club è fondato con il nome SK Židenice
- 1947: il club è rinominato SK Zbrojovka Židenice Brno
- 1948: il club è rinominato Sokol Zbrojovka Židenice Brno
- 1951: il club è rinominato Sokol Zbrojovka Brno
- 1953: il club è rinominato DSO Spartak Zbrojovka Brno
- 1956: il club è rinominato TJ Spartak ZJS Brno
- 1960: il club vince la coppa nazionale e partecipa per la prima volta ad una Coppa europea (Coppa delle Coppe 1960-1961)
- 1962 - si fonde con l'RH Brno, di cui eredita la storia calcistica.
- 1968: il club è rinominato TJ Zbrojovka Brno
- 1978: il club vince il suo primo campionato cecoslovacco
- 1990: il club è rinominato FC Zbrojovka Brno
- 1992: il club è rinominato FC Boby Brno
- 2000: il club è rinominato FC Stavo Artikel Brno
- 2002: il club è rinominato 1. FC Brno
- 2010: il club è rinominato FC Zbrojovka Brno

## Allenatori
- Jenö Konrád (1933-1º gennaio 1935)
- Kálmán Konrád (1937-1939)
- Josef Kuchynka (1939)
- Josef Bican (1959-1961)
- Rudolf Krčil (1º gennaio-31 dicembre 1962)
- Alfréd Sezemský (1º gennaio 1963-31 marzo 1964; 1971-1972)
- Karel Kolský (1964-1966)
- Karel Nepala (1966-1967)
- František Havránek (1972-1976)
- Josef Masopust (1976-1980; luglio-31 ottobre 1993)
- Valérian Švec (1980-1981)
- Karel Brückner (1981-1983)
- Ján Zachar (1984-1985)
- Petr Uličný (1994-1996; luglio 2007-27 ottobre 2008)
- Karel Večeřa (1996-10 agosto 1998; 2001-2004; 2010-2011)
- Karel Jarůšek (11 agosto 1998-31 agosto 2000)
- Pavel Tobiáš (1 settembre 2000-2001)
- Bohumil Smrček (2001-30 novembre 2003)
- Jiří Kotrba (2004-16 ottobre 2005)
- Josef Mazura (17 ottobre 2005-30 giugno 2007)
- Aleš Křeček (28 ottobre-31 dicembre 2008)
- Miroslav Beránek (1º gennaio 2009-2010)
- Petr Čuhel (1º gennaio 2012-8 aprile 2013)
- Ludevít Grmela (9 aprile-3 settembre 2013)
- Václav Kotal (3 settembre 2013-2016)
- Svatopluk Habanec (2016-23 agosto 2017)
- Lukáš Přerost (24 agosto-4 ottobre 2017)
- Roman Pivarník (5 ottobre 2017-26 agosto 2018)
- Pavel Sustr (26 agosto 2018-)

## Palmarès

### Competizioni nazionali
- Campionato cecoslovacco: 1

1977-1978
- Fotbalová národní liga: 1

2021-2022

### Competizioni internazionali
- Coppa Intertoto: 4

1975, 1976, 1979, 1982

### Competizioni giovanili
- Wojtyła Cup: 1

2016

### Altri piazzamenti
- Campionato cecoslovacco:

Secondo posto: 1979-1980
Terzo posto: 1934-1935, 1937-1938, 1978-1979
- Campionato ceco:

Terzo posto: 1994-1995
- Coppa della Repubblica Ceca:

Finalista: 1993. Semifinalista: 1997-1998, 2005-2006, 2007-2008, 2013-2014
- Druhá liga:

Secondo posto: 2019-2020
Terzo posto: 1994-1995
- Coppa Intertoto UEFA:

Semifinalista: 2003

## Statistiche

### Statistiche nelle competizioni UEFA
Tabella aggiornata alla fine della stagione 2017-2018.
| Competizione                  | Partecipazioni | G  | V  | N | P  | RF | RS |
| ----------------------------- | -------------- | -- | -- | - | -- | -- | -- |
| UEFA Champions League         | 1              | 4  | 1  | 3 | 0  | 7  | 5  |
| Coppa UEFA/UEFA Europa League | 3              | 16 | 11 | 1 | 4  | 39 | 26 |
| Coppa delle Fiere             | 6              | 21 | 8  | 2 | 11 | 30 | 24 |
| Coppa Intertoto               | 5              | 20 | 7  | 5 | 8  | 33 | 38 |

## Giocatori

### Vincitori di titoli
Calciatori campioni olimpici di calcio
- Josef Mazura (Mosca 1980)
- Jindřich Svoboda (Mosca 1980)
- Rostislav Václavíček (Mosca 1980)